# Para todos los públicos
Para todos los públicos es el undécimo y último álbum de estudio de la banda de rock española Extremoduro. Producido por Iñaki «Uoho» Antón, fue lanzado por Warner Music el 8 de noviembre de 2013. Fue distribuido en los formatos de disco compacto, vinilo y álbum digital, para este último se preparó una mezcla especial pensando en la compresión del sonido. Tuvo un proceso de grabación intermitente y muy dilatado en el tiempo, durante la segunda mitad de 2011 se prepararon las canciones cuyas bases fueron grabadas entre febrero y marzo de 2012, y tras la gira Robando perchas del hotel se retomó la grabación, que terminó en la primavera de 2013. La mezcla se realizó durante el verano y la masterización se llevó a cabo en septiembre de 2013 en Mastering Mansion en Madrid. El primer sencillo «¡Qué borde era mi valle!» se lanzó el 22 de octubre de 2013, aunque pudo ser escuchado unos días antes en la propia web del grupo.

## Lanzamiento
La fecha de lanzamiento del álbum estaba prevista para el 19 de noviembre de 2013 pero debido a un robo de varios discos compactos en la cadena de producción tuvo que ser adelantada. A pesar de la filtración del álbum, llegó a alcanzar el número uno en las listas de venta españolas. El culpable de la filtración fue detenido por la Guardia Civil en la denominada Operación Agila. En un comunicado emitido días después, la banda criticó a algunos medios de comunicación y a la propia Guardia Civil por haber dado a entender que la denuncia había partido del propio grupo, y atribuyó gran parte de la culpa del suceso al fenómeno de las descargas en internet.

## Lista de canciones
Letra por Roberto Iniesta, música por Roberto Iniesta e Iñaki Antón.
| N.º | Título                      | Duración |  |
| 1.  | «Locura transitoria»        | 8:14     |  |
| 2.  | «Entre interiores»          | 4:07     |  |
| 3.  | «¡Qué borde era mi valle!»  | 3:54     |  |
| 4.  | «Poema sobrecogido»         | 5:44     |  |
| 5.  | «Manué IV»                  | 0:30     |  |
| 6.  | «Mama»                      | 6:09     |  |
| 7.  | «Mi voluntad»               | 3:20     |  |
| 8.  | «Pequeño rocanrol endémico» | 5:08     |  |
| 9.  | «El camino de las utopías»  | 7:30     |  |

## Créditos
Extremoduro
- Roberto «Robe» Iniesta – Voz, guitarra y coros
- Iñaki «Uoho» Antón – Guitarra, piano, teclados y coros
- Miguel Colino – Bajo
- José Ignacio Cantera – Batería

Personal adicional
- Gino Pavone – Percusión
- Javier Mora – Órgano y piano
- María «Cebolleta» Martín – Coros
- Agnes Lillith – Coros y gritos
- Ara Malikian – Violín
- Carmen María Elena González – Violín
- Humberto Armas – Viola
- Irene Etxebeste – Violonchelo
- Félix Landa – Coros
- Airam Etxaniz – Segunda voz en «Poema sobrecogido»
- José Alberto Batiz – Segundo solo de guitarra en «Pequeño rocanrol endémico»

## Recepción
El álbum ha recibido generalmente críticas positivas. La revista Rolling Stone alabó el álbum por su "gran riqueza instrumental e intachable factura lírica".
Los temas «¡Qué borde era mi valle!» (#37) y «Locura transitoria» (#50) fueron incluidos entre las 50 mejores canciones nacionales de 2013 por Alta Fidelidad.